# Manfred Dietel
Manfred Dietel (* 10. September 1948 in Hamburg) ist ein deutscher Pathologe.

## Karriere
Dietels Eltern sind der Gynäkologe Hanns Dietel und seine Frau Magda. Er studierte 1968–1974 an der Universität Hamburg Medizin. Nach dem Staatsexamen wurde er 1975 Medizinalassistent im Allgemeinen Krankenhaus Altona, seit 2005 Asklepios Klinik Altona, und am Institut für Pathologie des Universitätskrankenhauses Eppendorf (UKE). Nach der Approbation ging er 1976 als wissenschaftlicher Assistent an das Institut für Pathologie im Universitätsklinikum Eppendorf. 1977 wurde er zum Dr. med. promoviert. Dietel erhielt 1983 eine C3-Professur und wurde Oberarzt bei Gerhard Seifert im UKE. Die Christian-Albrechts-Universität zu Kiel berief ihn 1989 auf ihren Lehrstuhl für Pathologie. Nach der Deutschen Wiedervereinigung folgte er 1993 dem Ruf der Humboldt-Universität zu Berlin als Direktor des Instituts für Pathologie der Charité. In der post-Wendezeit war er u. a. Mitglied der Finanz- und Wirtschaftskommission der Humboldt-Universität Berlin und der Kommission zur Planung und Entwicklung der Charité, insbesondere der Fusion mit der Universitätsklinik Rudolf-Virchow-Krankenhaus. 1997 wurde er in den wissenschaftlichen Beirat der Bundesärztekammer berufen und 2017 zum stellvertretenden Vorsitzenden ernannt. Ebenfalls 1997 wurde er von der Medizinischen Fakultät Charité zum Dekan gewählt. 1999 wurde er Ärztlicher Direktor und Vorsitzender des Vorstandes der Charité. 2001 war Dietel Präsident des 18. Congress der European Society of Pathology in Berlin. 2002–05 war er Vorstandsmitglied des Verbandes der Universitätsklinika Deutschland, 2006–13 Vorsitzender der Deutschen Gesellschaft für Pathologie. 2008–11 Vorstandsmitglied der Deutschen Gesellschaft für Telemedizin. 2019 Mitglied des Pandemierats der Bundesärztekammer.
Zu den Forschungsschwerpunkten Dietels gehören molekulare Tumorpathologie, Biomarker-Evaluation, zielgerichtete Therapie, Resistenzmechanismen und Telepathologie. Er ist Mitherausgeber des Standardwerks Harrisons Innere Medizin.

## Forschung und Lehre
Molekulare Tumorpathologie mit Untersuchungen zur Zytostatikaresistenz, prädiktiven Medikamententestung und zu tumorassoziierten genetischen Veränderungen. Neue diagnostische Verfahren in der histologischen und molekularpathologischen Diagnostik maligner Tumoren mit besonderem Schwerpunkt in der Gynäko-, Gastrointestinal- und Pulmopathologie. Einführung molekularpathologischer Techniken in die Pathologie, z. B. Next Generation Sequencing. Biomarker Evaluation und deren molekulare Detektion. Technische und inhaltliche Entwicklung von Telepathologiesystemen und virtueller Mikroskopie.
Dietel hielt über Jahre die Hauptvorlesung in pathologischer Anatomie. Zahlreiche Habilitationen und mehr als 100 Dissertationen wurden im Institut für Pathologie der Charité erstellt.

## Ehrenämter
- 1990 – 1998 Mitglied des Medizinausschusses des Wissenschaftsrats[6]
- 1991 Evaluierungskommission des Wissenschaftsrats zur Begutachtung der medizinischen Fakultäten der ehem. DDR
- Verleihung der Virchow-Medaille durch die Fakultät der Charité
- 2002 Mitglied der Weltgesundheitsorganisation (gynäkologische Tumoren)
- 2002 Vorstandsmitglied des Verbands der Universitätskliniken Deutschlands
- 2001–2009 Präsident der Kongresse Deutsche Gesellschaft für Endokrinologie, Europäische Gesellschaft für Pathologie, Deutsche Gesellschaft für Senologie, Deutsche Gesellschaft für Pathologie
- seit 2007 Vorsitzender der Deutschen Gesellschaft für Pathologie
- 2016 Vice-Vorsitzender des Kuratoriums der Stiftung der Berliner Krebsgesellschaft
- 2018 Vorsitzender der Freunde und Förderer des Berliner Medizinhistorischen Museums

## Ehrungen
- 2000: Ehrenprofessur der Universität Havanna
- 2005: Ehrendoktor der Universität Breslau
- 2008: Nicolaus-Otto-Preis der Stadt Köln
- 2009: Ehrenpräsident der Vereinigung für Krebsbehandlung der Provinz Anhui (VR China)
- 2010: Wahl in die Deutsche Akademie der Naturforscher Leopoldina[7]
- 2012: Ehrenmitglied der Deutschen Gesellschaft für Senologie
- 2014: Ehrenpräsident der Jahrestagung der Deutschen Gesellschaft für Senologie
- 2015: Rudolf-Virchow-Medaille der Deutschen Ges. für Pathologie[8]
- Vorsitzender der Sino-German Health Care Group der Auszeichnung “Qianjing Friendship Ambassador for Foreign Experts”, Hangzhou, China

## Internationale Aktivitäten
- 2005–19 Vorsitzender der Sino-German Health Care Group
- 2019 Vorstandsmitglied der German Health Alliance, Schwerpunkt China

## Veröffentlichungen
Mehr als 300 peer review Publikationen in wissenschaftlichen Zeitschriften und zahlreiche Buchbeiträge, u. a. WHO Classification of Tumours (2002) Surface epithelial-stromal tumours of the ovary. Pathology and Genetics, Tumours of the breast and female genital tract. WHO-Series und Editor des HARRISON Internal Medicine, German Edition, 15th and 16th. Hier einige spezielle Buchbeispiele:
- Funktionelle Morphologie und Pathologie der Nebenschilddrüsen : Sekretionsstudie mittels Gewebekultur, Elektronenmikroskopie, Ultrahistochemie, Immunhistochemie, Morphometrie u. Radioimmunoassay. Fischer Verlag, Stuttgart, New York, 1982, ISBN 3-437-10778-X
- mit Peter Krietsch, unter Mitarb. von Rudolf Meyer: Pathologisch-Anatomisches Cabinet : vom Virchow-Museum zum Berliner Medizinhistorischen Museum in der Charité. Blackwell-Wiss.-Verl., Berlin, Wien, 1996, ISBN 3-89412-254-4
- mit Tinsley R. Harrison, Eugene Braunwald: Harrisons Innere Medizin. McGraw-Hill, London, ABW, Wiss.-Verl., Berlin, Leiben, ISBN 3-936072-10-8
- Targeted therapies in cancer. Springer, Berlin, Heidelberg, New York, 2007, ISBN 978-3-540-46090-9
- Surgical Pathology. BW, Wiss.-Verl., Berlin, Leiben, 2001, ISBN 3-936072-00-0